# Villas Campestres
Villas Campestres är en ort i Mexiko.   Den ligger i kommunen Ciénega de Flores och delstaten Nuevo León, i den centrala delen av landet, 700 km norr om huvudstaden Mexico City. Villas Campestres ligger 418 meter över havet och antalet invånare är 325.
Terrängen runt Villas Campestres är platt. Runt Villas Campestres är det mycket tätbefolkat, med 1 361 invånare per kvadratkilometer. Närmaste större samhälle är Ciudad Apodaca, 18,7 km söder om Villas Campestres. Trakten runt Villas Campestres består i huvudsak av gräsmarker.